# غاسبار هورتادو
غاسبار هورتادو (بالإسبانية: Gaspar Hurtado)‏ هو عالم عقيدة إسباني، ولد في 1575، وتوفي في 5 أغسطس 1647.